# Zbožice

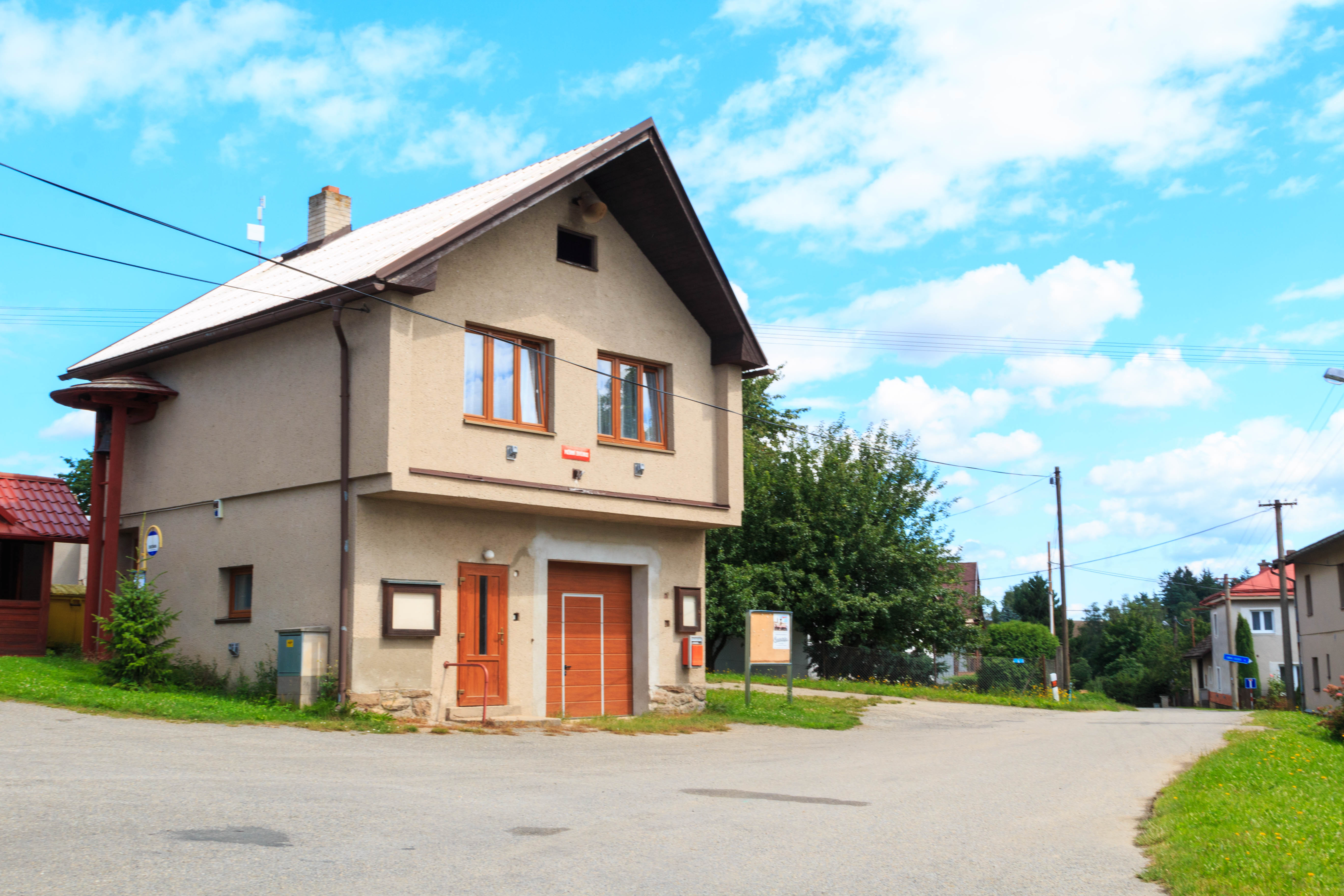
Spritzenhaus

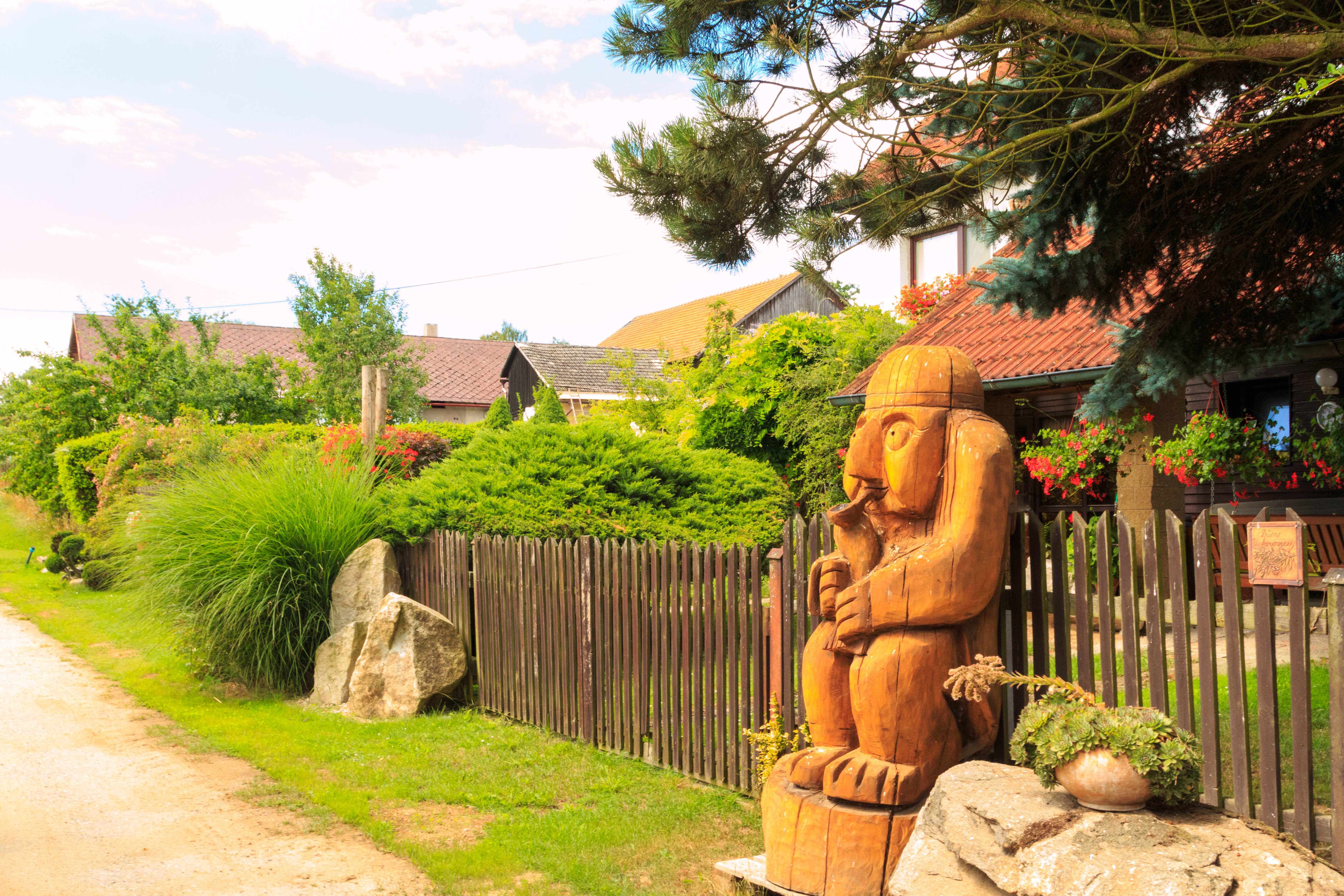
Holzschnitzerei

Zbožice (deutsch Zboschitz, auch Sboschitz) ist ein Ortsteil der Stadt Havlíčkův Brod in Tschechien. Er liegt sechs Kilometer nördlich des Stadtzentrums von Havlíčkův Brod und gehört zum Okres Havlíčkův Brod.

## Geographie
Zbožice befindet sich auf einem Höhenrücken zwischen den Tälern der Bäche Rozkošský potok und Cihlářský potok in der Hornosázavská pahorkatina (Hügelland an der oberen Sázava). Nördlich erhebt sich der Volský vrch (Ochsenberg, 598 m n.m.), im Nordosten der Trčolec (Hochberg, 573 m n.m.) und nordwestlich der Na Skalce (573 m n.m.). Westlich des Dorfes verläuft die Staatsstraße I/38 zwischen Havlíčkův Brod und Habry. 
Nachbarorte sind Olešná und Kráty im Norden, Horní Krupá im Nordosten, Karlov und Dolní Krupá im Osten, Chrast und Knyk im Südosten, Rozňák und Pelestrov im Süden, Veselý Žďár und Valečov im Südwesten, Chlum und Radostín im Westen sowie Červený Důl und Skuhrov im Nordwesten.

## Geschichte
Die erste schriftliche Erwähnung des Dorfes erfolgte im Jahre 1445. Zbožice gehörte über Jahrhunderte zu den Gütern der Stadt Deutschbrod. 1787 standen in Zbožicz neun Häuser.
Im Jahre 1840 bestand das im Caslauer Kreis gelegene Dorf Zbožitz aus elf Häusern, in denen 73 Personen lebten. Pfarrort war Unter-Kraupen. Bis zur Mitte des 19. Jahrhunderts blieb Zbožitz der königlichen Stadt Teutschbrod untertänig.
Nach der Aufhebung der Patrimonialherrschaften bildete Zbožice ab 1849 einen Ortsteil der Gemeinde Knyk im Gerichtsbezirk Deutschbrod. Ab 1868 gehörte das Dorf zum Bezirk Deutschbrod. 1869 hatte Zbožice  94 Einwohner und bestand aus 13 Häusern. Im Jahre 1900 lebten in Zbožice 113 Menschen, 1910 waren es 90. Die Straße von Rozňák nach Zbožice  wurde 1920 fertiggestellt. Ab 1920 strebte das Dorf eine Abtrennung von der Gemeinde Knyk an und wurde schließlich in den 1920er Jahren eigenständig. 1930 hatte Zbožice 107 Einwohner und bestand aus 20 Häusern. Im Jahre 1961 wurde Zbožice wieder nach Knyk eingemeindet. Am 30. April 1976 erfolgte die Zwangseingemeindung von Knyk mit seinen Ortsteilen nach Havlíčkův Brod. 
Nach der Samtenen Revolution 1989 entschieden sich die Bewohner von Zbožice in einem Referendum für den Verbleib bei der Stadt Havlíčkův Brod, während in Knyk und Rozňák die Entscheidung für eine Abtrennung getroffen wurde. Zum 24. November 1990 wurde die Gemeinde Knyk wiedererrichtet; der Ortsteil Zbožice bildet seit dieser Zeit eine Exklave des Stadtgebietes von Havlíčkův Brod. Beim Zensus von 2001 lebten in den 26 Häusern von Zbožice 59 Personen.

## Ortsgliederung
Der Ortsteil Zbožice bildet einen Katastralbezirk.

## Sehenswürdigkeiten
- Flurkreuz an der Straße nach Horní Krupá